# Oratorio del Rosario (Castelbuono)
L'oratorio del Rosario è un edificio di culto di Castelbuono.

## Descrizione
L'oratorio è attiguo alla chiesa di San Vincenzo Ferreri e dunque all'ex convento domenicano. Anticamente proprio all'interno di detta chiesa (nell'attuale arcata cieca) era sita una cappella dedicata al titolo mariano in cui trovavano sepoltura anche le coonsorum (membro del terz'ordine domenicano?).
La cappella fu poi distrutta e il culto si spostò nell'oratorio, sede della compagnia maschile dedicata alla Madonna del Rosario.
L'esterno dell'oratorio è molto simile ad una chiesa romanica con campanile squadrato di mattoni rossi. La facciata è a timpano con varie decorazioni intarsiate, una scritta: regina ss. rosarj ora pro nobis, alcuni decori e due rosari sul portale e un occhio trinitario) recentemente restaurate.
L'interno non è molto grande, ad unico ambiente e con un solo altare centrale alla sommità del quale sta la nicchia con la preziosa effigie di Maria Santissima del Rosario e di San Domenico.
La statua spicca, sul fondo bianco a stelle dorate della nicchia, con i suoi panneggi e la sua sinuosità baroccheggiante.
L'aula è decorata con tele raffiguranti i 15 misteri del rosario, alcuni dei quali di ottima fattura. Tra le tele spiccano alcune che riproducono in piccolo tele più grandi disseminate nelle varie chiese cittadine.